# NGC 6722
NGC 6722 (другие обозначения — PGC 62722, ESO 104-33) — спиральная галактика (Sb) в созвездии Павлин.
Этот объект входит в число перечисленных в оригинальной редакции «Нового общего каталога».
Галактика наблюдается с ребра и в ней заметно искривление тонкого диска. Оно вероятно вызвано гравитационным взаимодействием галактики в группе. 
В галактике вспыхнула сверхновая SN 2008fa типа Ia, её пиковая видимая звездная величина составила 17,6.